# Tétrakis(triphénylphosphine)palladium(0)
Le tétrakis(triphénylphosphine)palladium(0) est un composé chimique de formule Pd[P(C6H5)3]4, souvent abrégée Pd(PPh3)4. Il se présente sous la forme d'une poudre cristallisée jaune qui vire progressivement au brun au contact de l'air. La molécule présente une géométrie tétraédrique avec quatre atomes de phosphore autour d'un centre palladium à l'état d'oxydation 0, configuration typique des complexes tétracoordonnés à 18 électrons. Les complexes analogues au nickel Ni(PPh3)4 et au platine Pt(PPh3)4 sont également bien connus. Les ligands triphénylphosphine PPh3 se dissocient réversiblement en solution, de sorte que les réactions attribuées au complexe Pd(PPh3)4 proviennent en réalité souvent de Pd(PPh3)3, voire de Pd(PPh3)2.

## Synthèse
Le tétrakis(triphénylphosphine)palladium(0) a été obtenu pour la première fois dans les années 1950 par réduction à l'hydrazine N2H4 de chloropalladate de sodium Cl6Na2Pd en présence de phosphine PH3. Sa production industrielle fait intervenir deux étapes à partir de précurseurs Pd(II) :
PdCl2 + 2 PPh3 ⟶ PdCl2(PPh3)2 ;
PdCl2(PPh3)2 + 2 PPh3 + 5⁄2 N2H4 ⟶ Pd(PPh3)4 + 1⁄2 N2 + 2 N2H5Cl.
Ces deux étapes peuvent être réalisées à travers une réaction monotope, c'est-à-dire one-pot, sans avoir besoin d'isoler ou de purifier l'intermédiaire PdCl2(PPh3)2. D'autres réducteurs que l'hydrazine peuvent être utilisés. Le produit est sensible à l'air mais peut être purifié par lavage au méthanol pour donner la poudre jaune attendue. On le conserve généralement au frais sous atmosphère d'argon.

## Applications
Le tétrakis(triphénylphosphine)palladium(0) est très utilisé comme catalyseur pour les réactions de couplage croisé au palladium, notamment la réaction de Heck, la réaction de Suzuki, la réaction de Stille, le couplage de Sonogashira, et le couplage de Negishi. Ces réactions commencent avec la dissociation successive de deux ligands suivie par l'addition oxydante d'un halogénure d'aryle sur le centre Pd(0) :
Pd(PPh3)4 + ArBr ⟶ PdBr(Ar)(PPh3)2 + 2 PPh3.